# Rash Phari
Der Rash Phari (deutsch: „glitzernder See“; englisch Rush Lake) ist der höchstgelegene Hochgebirgssee Pakistans und einer der höchsten Seen der Welt. 
Der See liegt auf einer Höhe von 4694 Metern über dem Meer auf einem Bergrücken südlich des Hispar-Tals, auf dem nahe dem See der Aussichtsgipfel Rush Peak liegt.